# Lafayette Street
Lafayette Street est une rue de Manhattan à New York.

## Situation et accès
Elle est située dans le quartier de Lower Manhattan. Parallèle à Broadway (un bloc à l’est), elle est donc orientée nord-sud. 
Elle commence au sud à l’intersection de Reade Street et de Centre Street, un bloc au nord de Chambers Street. Elle traverse successivement Chinatown, Little Italy, NoLIta, et NoHo. Elle se termine au nord entre East 9th Street et East 10th Street, où elle fusionne avec Fourth Avenue, qui la prolonge.

## Origine du nom
Lafayette Street doit son nom au Marquis de la Fayette, le héros français de la Guerre d'indépendance des États-Unis.

## Historique
À l'origine, la rue était une spéculation immobilière de John Jacob Astor, qui avait acheté un grand jardin maraîcher en 1804, pour 45 000 dollars, et loué une partie du site à un Français nommé Joseph Delacroix, qui a érigé une station balnéaire populaire et l’a appelée « Vauxhall Gardens » d’après la célèbre station balnéaire à la périphérie de Londres. Lorsque le bail expira en 1825, Astor traça une nouvelle rue, un boulevard de trois pâtés de maisons de 100 pieds de large sans rues transversales, qui commençait à Astor Place et se terminait à Great Jones Street qu'il nomma Lafayette Place 
À l'origine, la rue était le résultat d'une spéculation immobilière de John Jacob Astor, qui avait acquis un vaste jardin maraîcher en 1804 pour 45 000 dollars. Il loua une partie de ce terrain à un Français nommé Joseph Delacroix, qui y établit une station balnéaire populaire appelée « Vauxhall Gardens », en hommage à la célèbre station située en périphérie de Londres. Lorsque le bail prit fin en 1825, Astor fit tracer une nouvelle rue, un boulevard de trois pâtés de maisons, large de 100 pieds et dépourvu de rues transversales. Ce boulevard, qui débutait à Astor Place et s'achevait à Great Jones Street, fut baptisé « Lafayette Place ».

## Bâtiments remarquables et lieux de mémoire

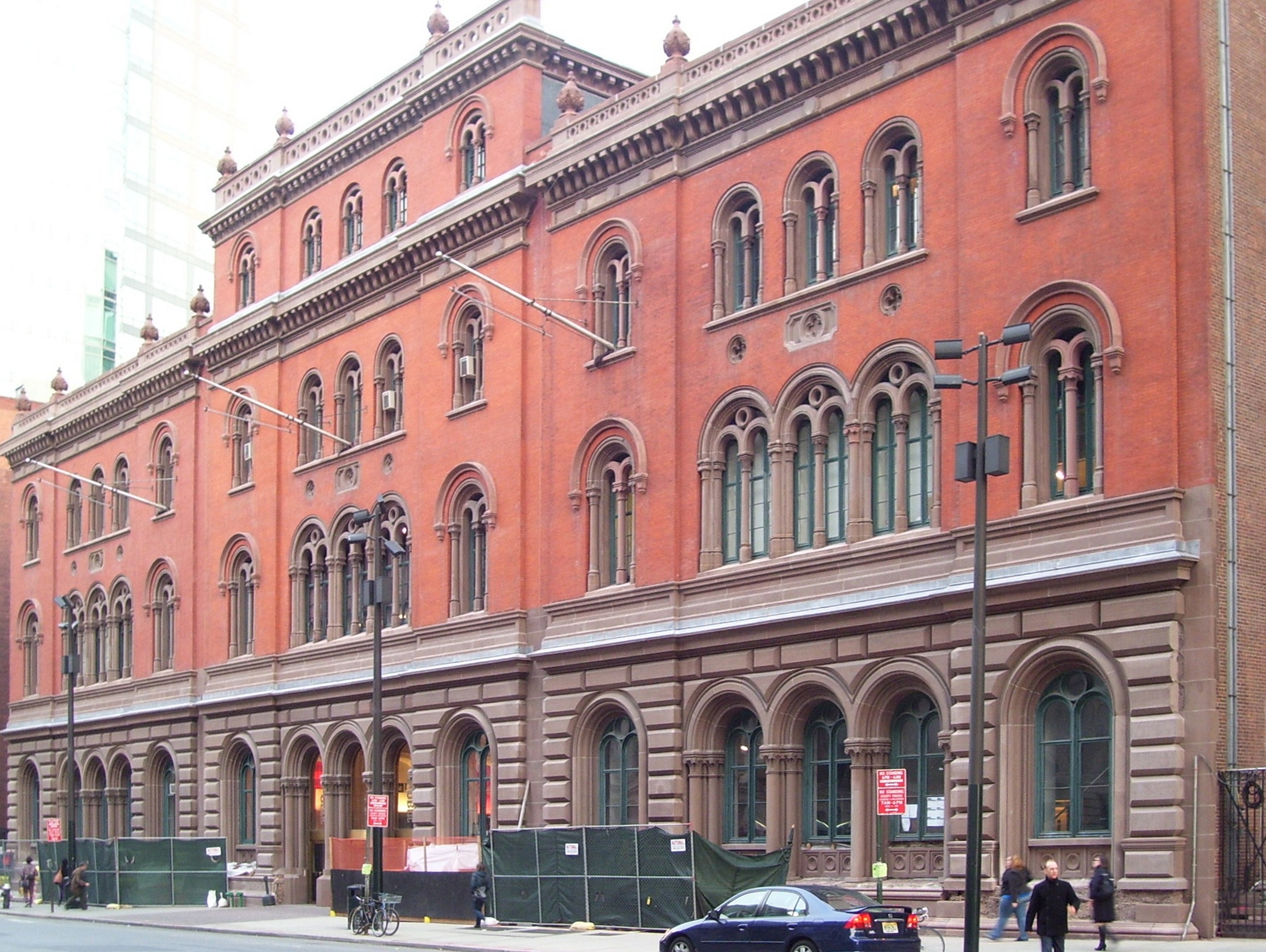
Public Theater Astor Library Lafayette Street.
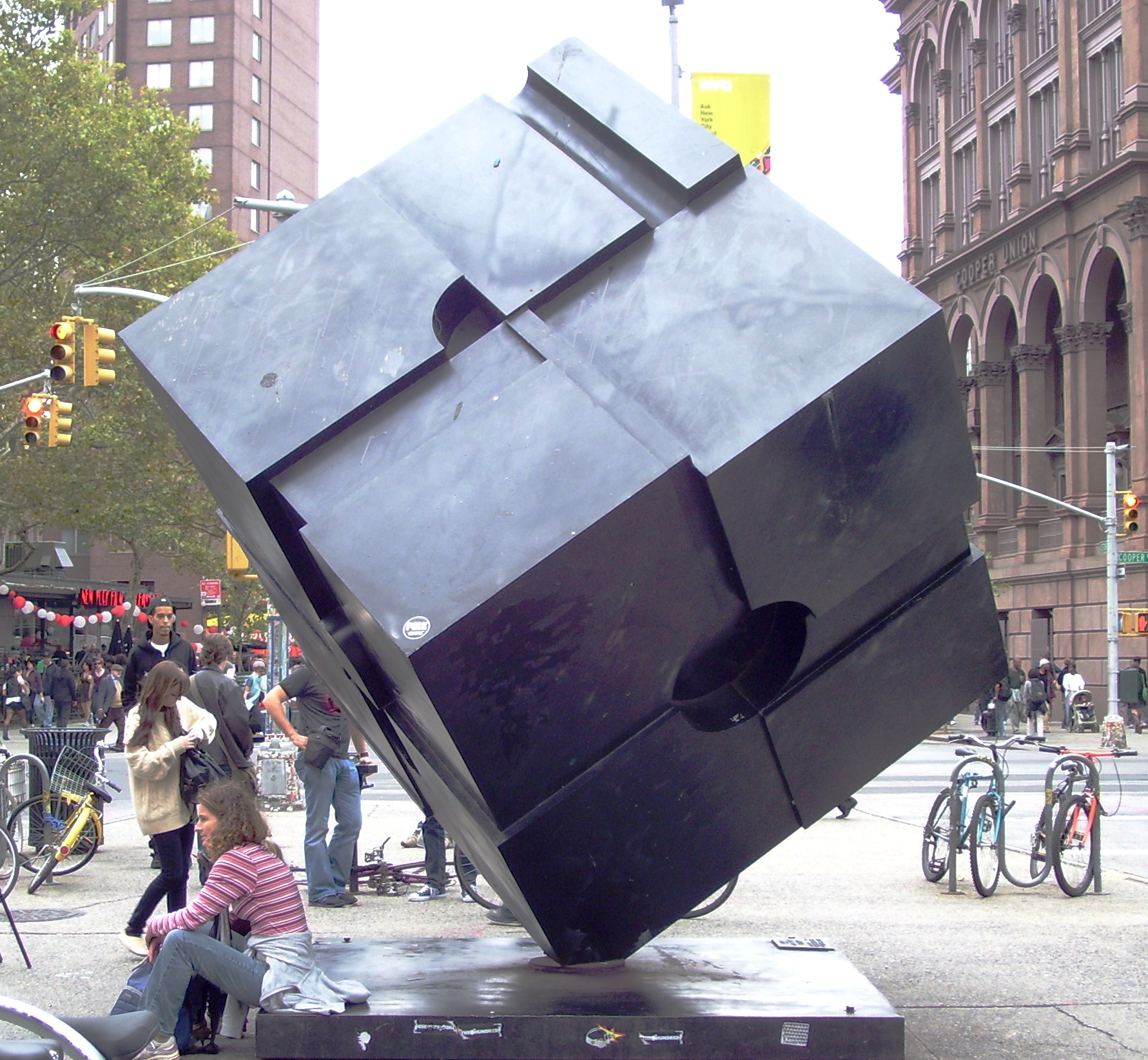
The Cube (Alamo par Tony Rosenthal) à Astor Place.
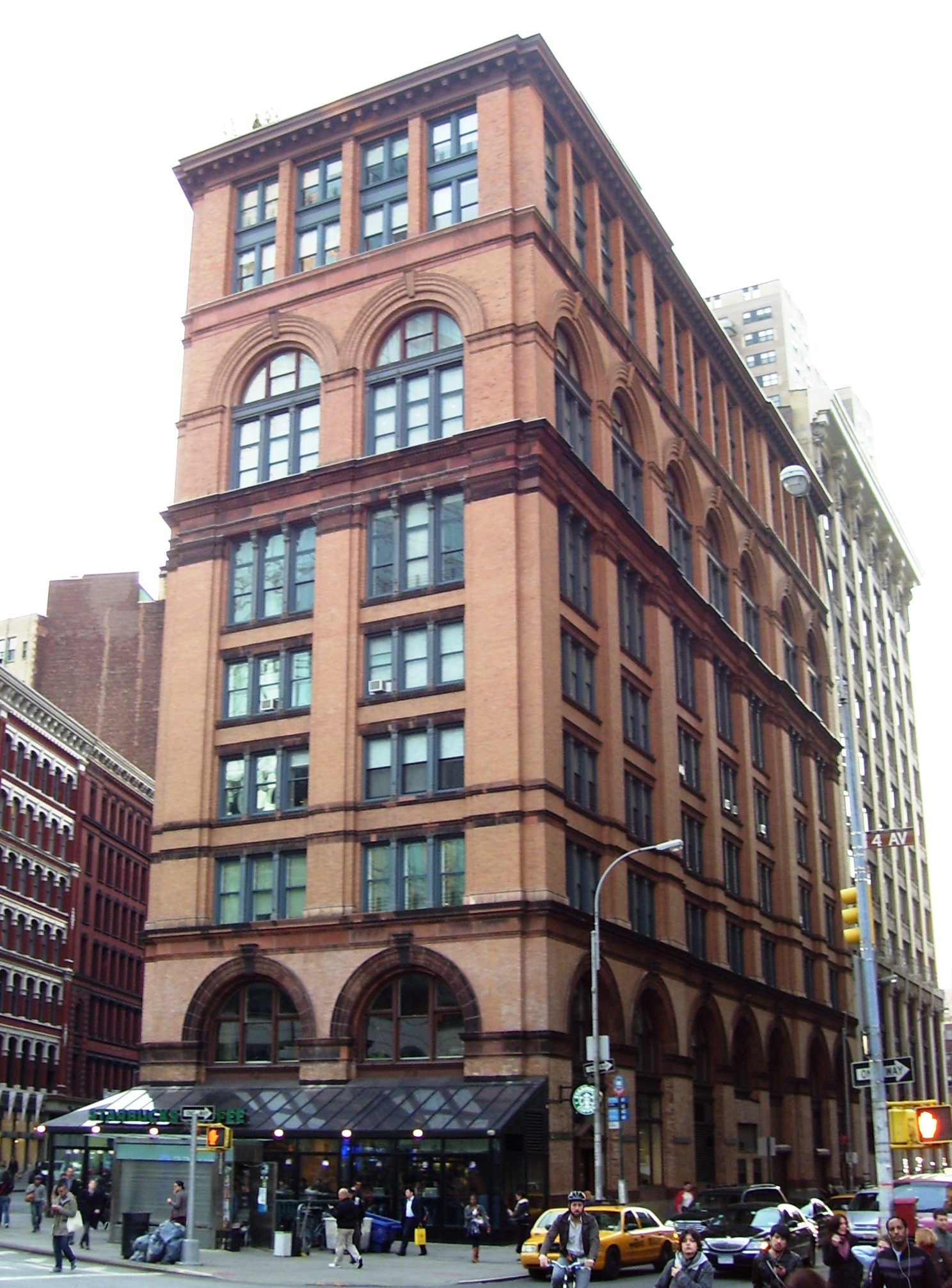
Clinton Hall.
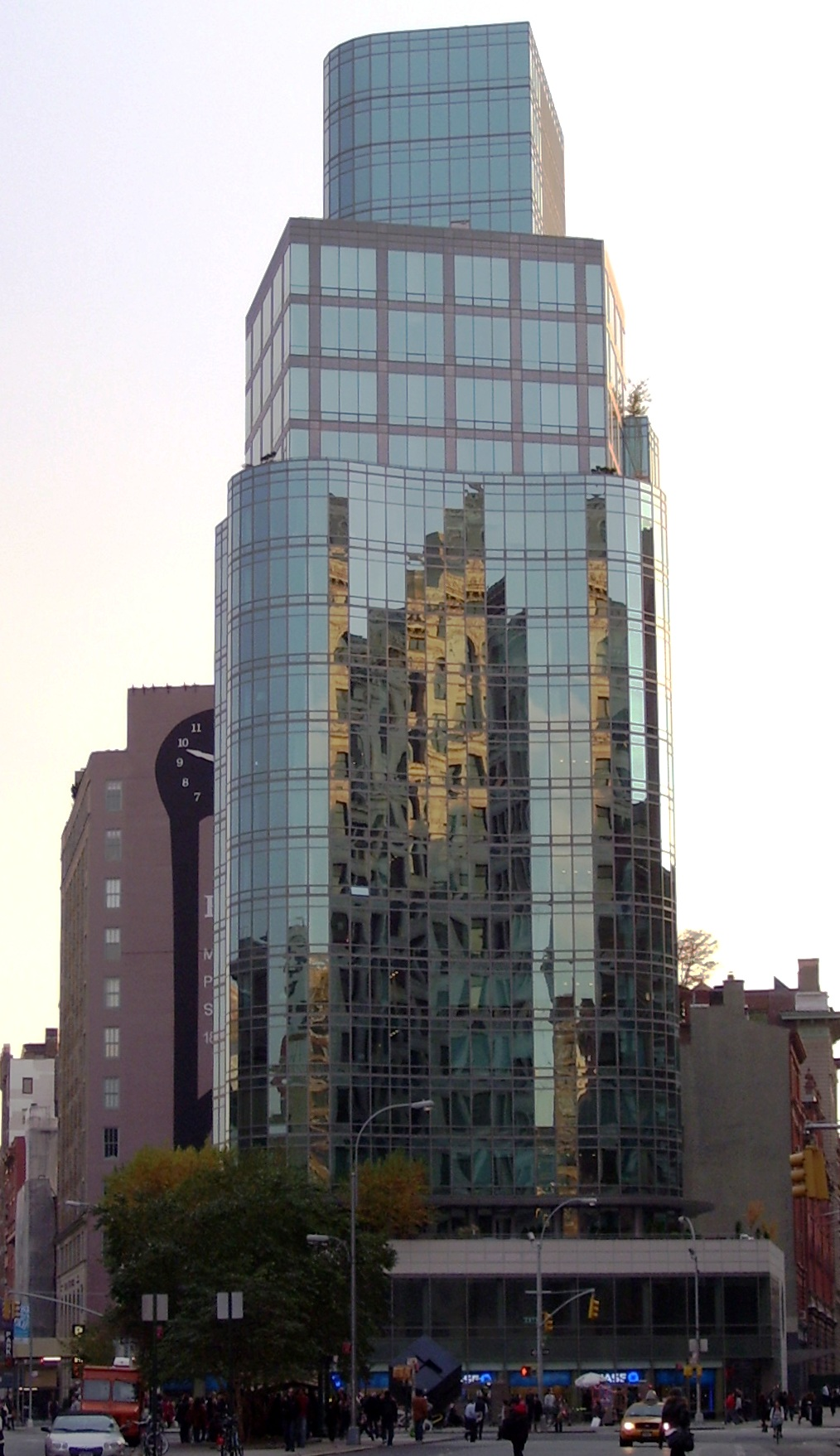
Conominion Building.